# Friedrich Christian Prehn
Friedrich Christian Prehn (26. februar 1810 i København – 29. januar 1875) var en dansk appellationsretsråd, bror til Jeppe Prehn.
Han var søn af regeringsråd Johan Friedrich Prehn, tog 1832 juridisk eksamen ved universitetet i Kiel, blev kort efter volontør i Tyske Kancelli, hvor han avancerede til kontorchef, og udnævntes 1845 til syndikus i Altona. 1848 var han medlem af den forenede slesvig-holstenske stænderforsamling og kom 1850 med Reventlow-Farve og Heinzelmann til København for at bede om fred; men de måtte vende hjem med uforrettet sag. I februar 1851 indtrådte han i den holstenske regering under H.A. Reventlow-Criminil som chef for Finansdepartementet og overtog 1852 atter syndikatet i Altona, hvorfra han 1854 forfremmedes til medlem af den holsten-lauenborgske appellationsret i Kiel, og efter at den preussiske regering 1867 havde omordnet justitsvæsenet, blev han første medlem af Overappellationsretten i Kiel, i hvilket embede han forblev til sin død, 29. januar 1875. Han havde 27. juli 1845 ægtet Mathilde Kraus (født 23. maj 1822), datter af konferensråd Kraus. 